# Palais Schaumburg
Palais Schaumburg er et slot i Bonn. Fra 1949 til 1976 var det residens for Tysklands kansler.
Den senklassicistiske bygning blev opført mellem 1858 og 1860 og tilhørte først industrimanden Wilhelm Loeschigk. I 1890 blev den købt af prins Adolf af Schaumburg-Lippe, og i de følgende år udvidet. Fra 1939 blev slottet benyttet af den tyske hær.
Konrad Adenauer tog bygningen i brug i november 1949, og modtog to måneder senere sin første statsgæst, Robert Schuman. I 1950 blev slottet ombygget af Hans Schwippert for at blive mere hensigtsmæssig som kancelli.
Eftersom slottet var for lille for kanslerens administration blev det afløst af et nybyg i 1976, men blev fortsat benyttet til repræsentationsformål. Efter 1999 har Palais Schaumburg været kanslerens anden residens.

## Eksterne links
- Wikimedia Commons har flere filer relateret til Palais Schaumburg

50°43′13″N 7°07′02″Ø / 50.720233°N 7.117361°Ø